# Ivan Ivanović
Ivan Ivanović (in serbo Иван Ивановић?; Bijelo Polje, 14 settembre 1989) è un calciatore montenegrino, di ruolo centrocampista.

## Carriera

### Club
Ha giocato nella massima serie del campionato montenegrino con Bar e Čelik Nikšić; con quest'ultima squadra ha giocato anche partite in ambito internazionale.
Conta anche 24 presenze nella prima divisione kazaka e 16 presenze nella prima divisione macedone. Complessivamente, ha totalizzato 10 presenze nei turni preliminari di Europa League.

### Nazionale
Ha esordito in nazionale il 15 novembre 2013 in Lussemburgo-Montenegro (1-4).

## Palmarès

### Club

#### Competizioni nazionali
- Coppa del Montenegro: 2

Čelik Nikšić: 2011-2012
Rudar Pljevlja: 2015-2016
- Druga crnogorska fudbalska liga: 2

Čelik Nikšić: 2011-2012
Jedinstvo Bijelo Polje: 2021-2022